# Godigisel
Godigisel (359–406) var kung av Vandalriket till sin död år 406 e.Kr. Han dödades i strid i slutet av 406, strax innan hans folk var tvungna att korsa Rhen in i romersk territorium. 
Godigisel efterträddes av sin äldste överlevande son, Gunderik, som ledde vandalerna in i Gallien och senare till Hispania. Men Godigisel är mest känd som far till Geiserik som efterträdde Gunderik som kung 428 och regerade i 49 år och etablerat ett kraftfullt rike i Nordafrika . 